# 大谷地駅
大谷地駅（おおやちえき）は、北海道札幌市厚別区大谷地東3丁目にある札幌市営地下鉄東西線の駅。駅番号はT17、副駅名は「北星学園大学前」。

## 歴史
- 1982年（昭和57年）3月21日：白石駅 - 新さっぽろ駅間延伸開業に伴い、設置[1][2]。
- 1989年（平成元年）：駅と直結する大型商業施設「ニチイ大谷地店」開店
  - のちに大谷地サティに改名するも、2002年（平成14年）10月16日閉店。2003年（平成15年）、三井不動産により、札幌東急ストア（現在の東光ストア）大谷地店をキーテナントとするCAPO大谷地開店。
- 2008年（平成20年）10月8日：可動式ホーム柵が稼働開始。[3]
- 2024年（令和6年）6月1日：副駅名「北星学園大学前」を設定し、駅名標の上に看板が設置された。契約金は約145万円で、掲出から3年間表示される。[4][5]

## 駅構造
地下1階が改札と切符売り場で、地下2階に相対式2面2線のホームがある。南郷通（北海道道3号札幌夕張線）の下にあり、出入口はこの通りに5ヵ所。3番出入口は札幌市交通局本局の地下と連絡する。エレベーターは2番出入口にあるが、5番出入口の民間ビルのエレベーターも利用できる。また、身障者用トイレは宮の沢行きホームのエレベーター前にある。

### のりば
| ホーム | 路線   | 行先             |
| ------ | ------ | ---------------- |
| 1      | 東西線 | 新さっぽろ方面   |
| 2      | 東西線 | 大通・宮の沢方面 |

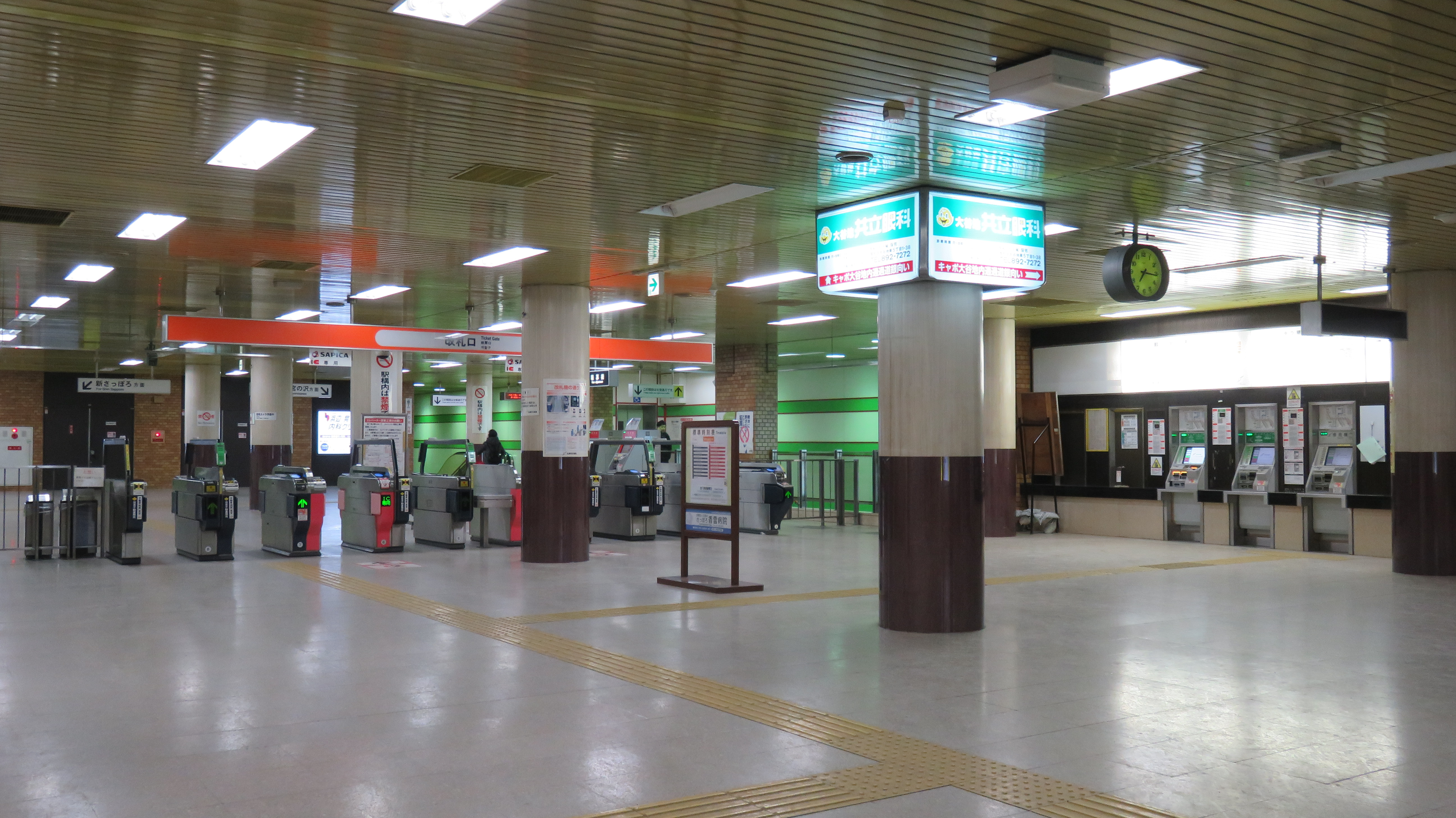
改札口
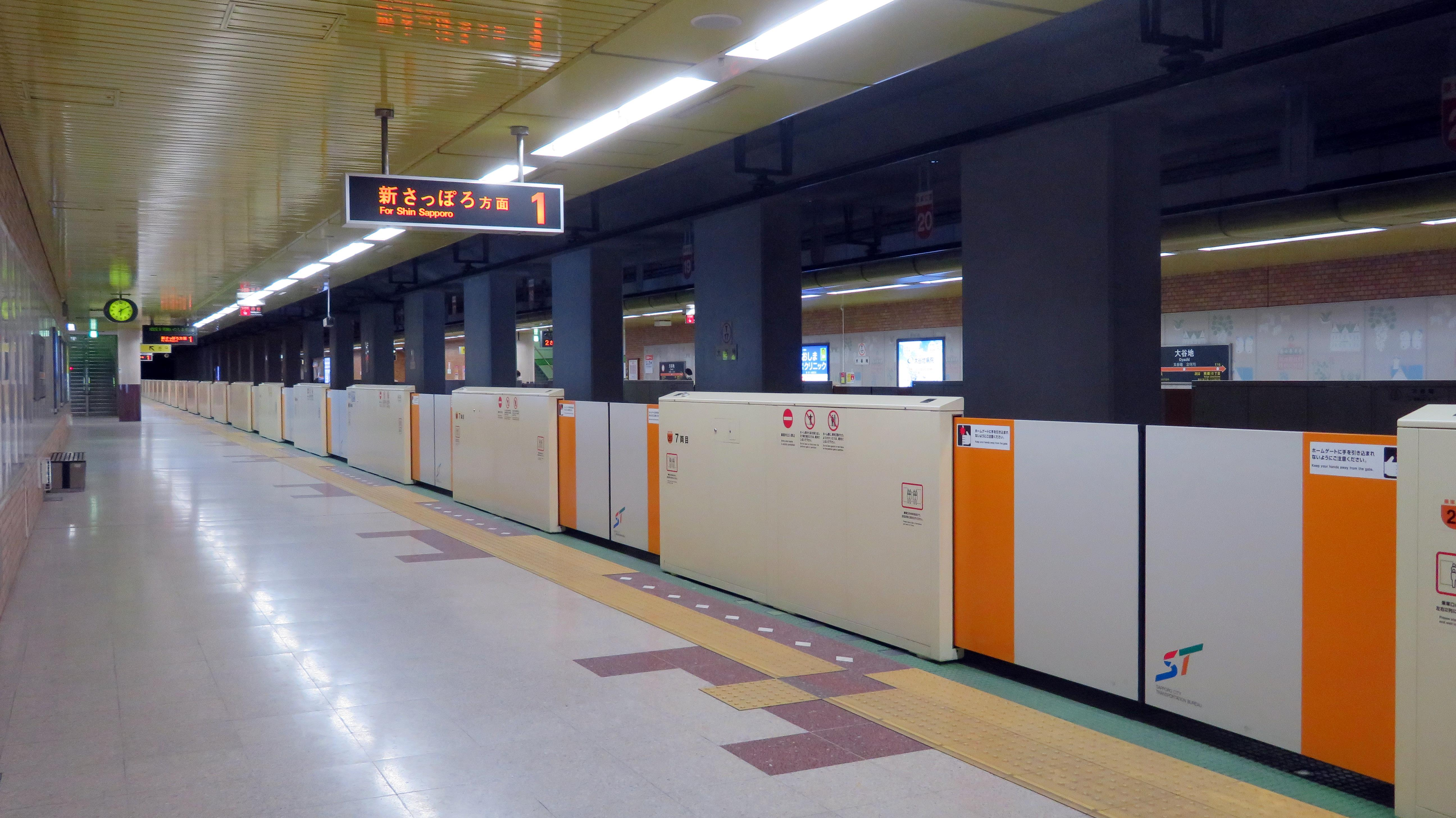
ホーム
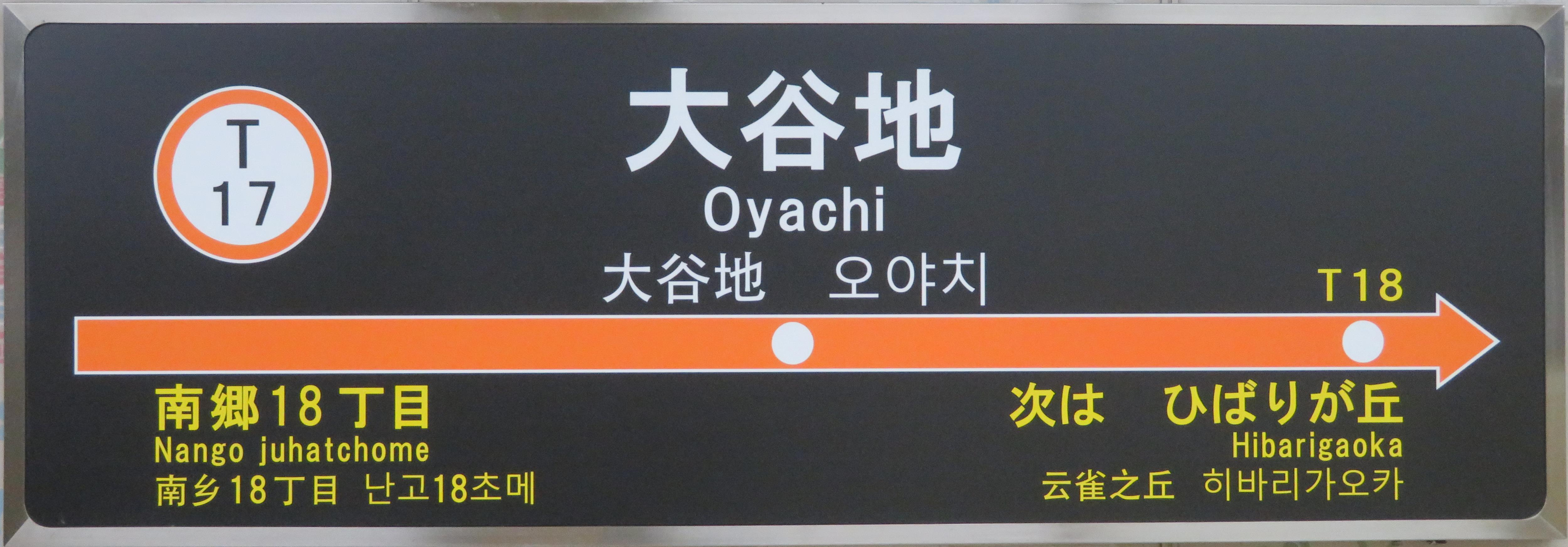
駅名標

## 利用状況
札幌市交通局によると、2020年度の一日平均乗車人員は9,313人であった。
近年の1日平均乗車人員の推移は以下のとおりである。
| 年度   | 1日平均 乗車人員 | 出典   |
| ------ | ---------------- | ------ |
| 2008年 | 12,815           | [ 6 ]  |
| 2009年 | 12,538           | [ 6 ]  |
| 2010年 | 12,657           | [ 6 ]  |
| 2011年 | 12,646           | [ 6 ]  |
| 2012年 | 12,906           | [ 6 ]  |
| 2013年 | 13,222           | [ 6 ]  |
| 2014年 | 13,351           | [ 7 ]  |
| 2015年 | 13,607           | [ 8 ]  |
| 2016年 | 13,878           | [ 8 ]  |
| 2017年 | 13,915           | [ 8 ]  |
| 2018年 | 13,997           | [ 9 ]  |
| 2019年 | 13,557           | [ 9 ]  |
| 2020年 | 9,313            | [ 10 ] |

## 駅周辺

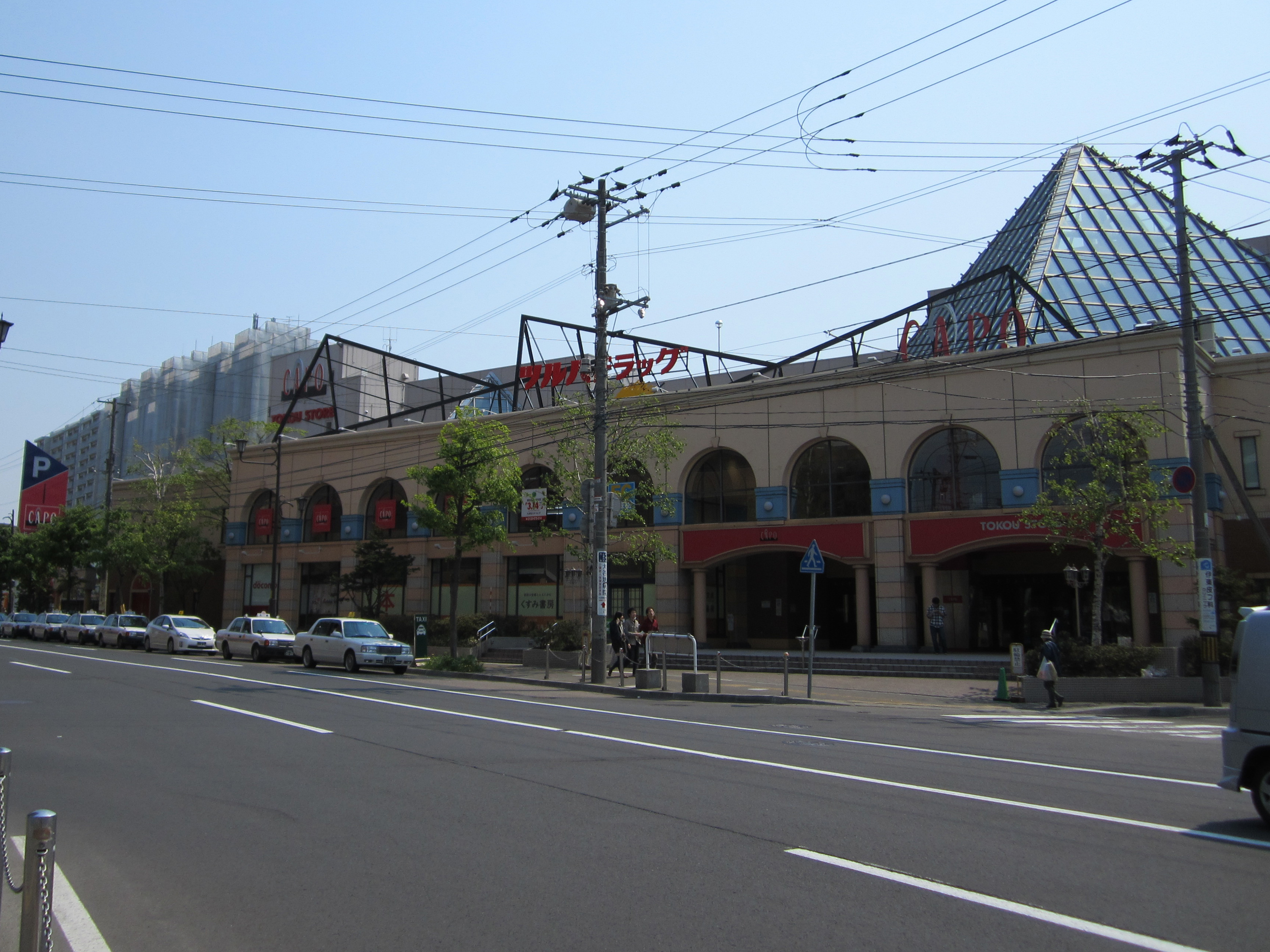
CAPO大谷地

駅は南郷通（北海道道3号札幌夕張線）と大谷地駅前通の交差点直下に位置する。周辺には札幌新道、国道12号が通り、道央自動車道札幌南ICにも近く交通の要衝となっている。
- CAPO大谷地（東光ストア大谷地店、ツルハドラッグ大谷地東店ほか）
- 大谷地東郵便局
- 北洋銀行大谷地支店
- 北海道銀行大谷地支店
- 札幌市交通局本局庁舎（交通局の他、財政局の東部市税事務所も置かれている）
- 北星学園大学
- 札幌徳洲会病院
- 白石サイクリングロード
- 札幌厚別公園競技場
- 新札幌豊和会病院

## バス路線
大谷地駅で接続するすべてのバスは、併設された大谷地バスターミナルに発着する。
ほか、国道12号沿いにジェイ・アール北海道バス空知線「釣橋」停留所があり、札幌都心方面などの発着がある。

## その他
- 駅スタンプは大谷地駅のイニシャルOの中に札幌厚別公園競技場が描かれている[12]。

## 隣の駅
札幌市営地下鉄
 東西線
南郷18丁目駅 (T16) - 大谷地駅 (T17) - ひばりが丘駅 (T18)